# Stolperstein in Fürstenberg/Havel

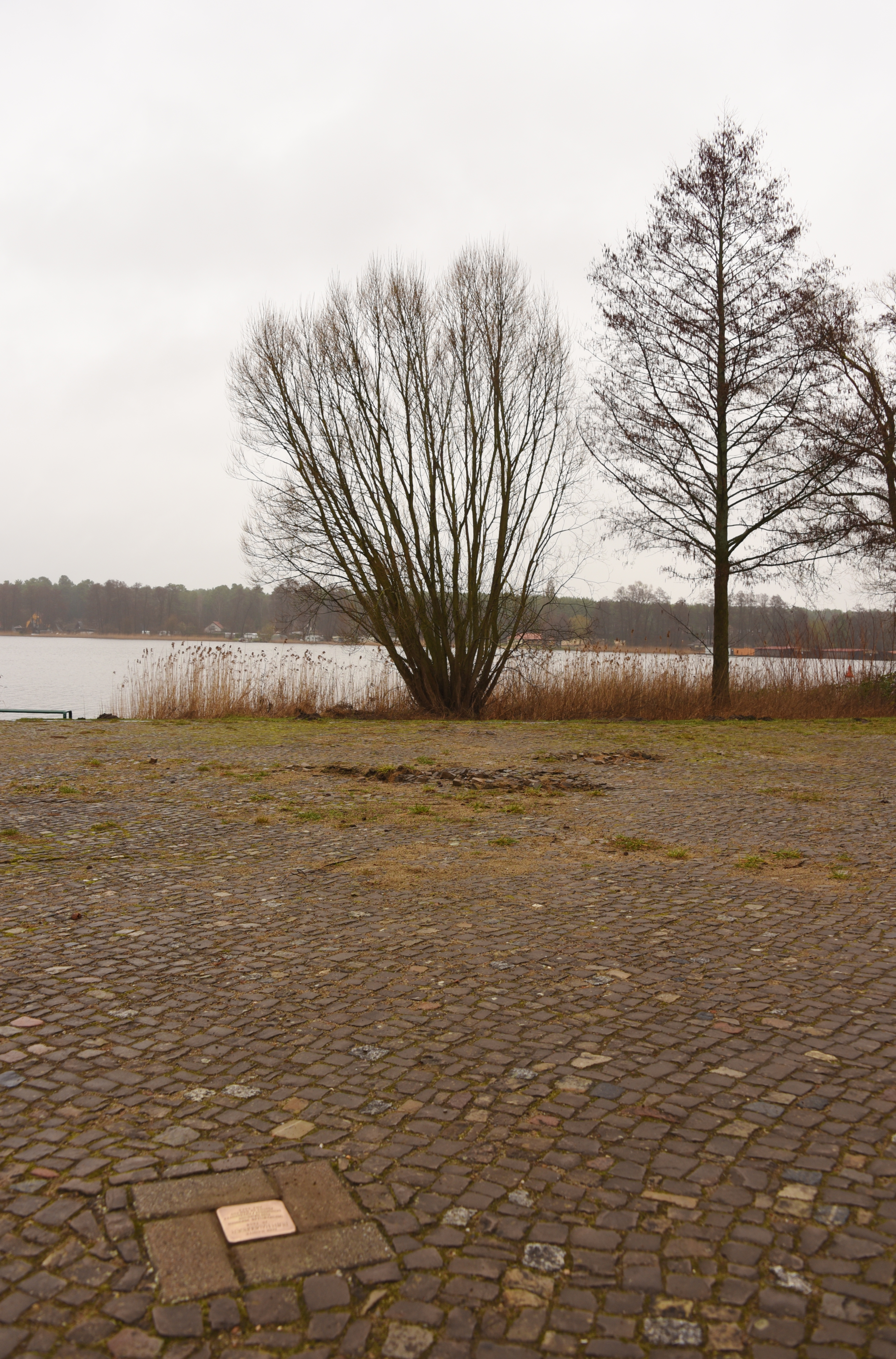
Stolperstein für Ruth Hamburger

Der Stolperstein in Fürstenberg/Havel ist dem NS-Opfer Ruth Hamburger gewidmet. Stolpersteine werden vom Kölner Künstler Gunter Demnig in weiten Teilen Europas verlegt. Sie erinnern an das Schicksal der Menschen, die von den Nationalsozialisten ermordet, deportiert, vertrieben oder in den Suizid getrieben wurden und liegen im Regelfall vor dem letzten selbstgewählten Wohnsitz des Opfers.
Der bislang einzige Stolperstein von Fürstenberg/Havel wurde am 1. Dezember 2012 vom Künstler persönlich verlegt.

## Jüdische Geschichte
Wahrscheinlich lebten ab 1720 herum jüdische Familien in Fürstenberg. Die fünf Familien hatten Schutzbriefe des Großherzogs von Mecklenburg-Strelitz. Der Ort war ein bedeutender Ort für die Binnenschifffahrt und damit auch für jüdische Händler interessant. Immer mehr jüdische Familien siedelten sich an, es befand sich hier die zweitgrößte jüdische Gemeinde des Herzogtums, mit einem Anteil von fast 20 Prozent an der Gesamtbevölkerung. Die Juden Fürstenbergs waren Pferdehändler, Altwarenhändler, einfache Arbeiter und Angestellte, auch Hausierer. Seit dem Jahre 1730 gab es einen eigenen Friedhof, 1777 folgte ein Gebetshaus und 1788 wurde eine Synagoge eröffnet. Seit 1785 gab es eine jüdische Schule, doch brannte sie 1797 beim großen Stadtbrand nieder. Auch die Synagoge wurde ein Opfer des Brandes, sie wurde aber wieder errichtet.
Den höchsten Anteil jüdische Bewohner hatte die Stadt um 1830/1840 mit ungefähr 260 Menschen jüdischen Glaubens. Danach erfolgte eine kontinuierliche Abwanderung, 1913 lebten nur noch 12 Menschen jüdischen Glaubens in der Stadt, die Gemeinde wurde aufgelöst und 1914 an Neubrandenburg angegliedert. Die Synagoge wurde veräußert, der Friedhof noch bis 1925 genutzt, dann aber eingeebnet und Kleingärten entstanden an dieser Stelle. Mit der Machtergreifung Hitlers begannen antijüdische Hetze und Repressalien gegen die wenigen noch hier lebenden Juden. 1939 wurde der jüdische Friedhof zerstört, die Synagoge blieb verschont, da sie sich in privater arischer Hand befand. Die Villa Hamburger wurde ebenfalls nicht verschont, sämtliche Fenster wurden eingeschlagen, auch die Möbel wollte man zertrümmern, doch war das Haus zuvor in arische Hand verkauft worden, der Mob wurde gestoppt. Für den neuen arischen Besitzer wurden die Schäden auf Kosten der Stadt beseitigt. Ruth Hamburger und ihre Mutter flüchteten 1939 nach Hamburg. Die letzte hier wohnende Jüdin war die Musiklehrerin Toni Richter, die zuletzt verängstigt und zurückgezogen lebte. Sie wurde 1942 in Theresienstadt ermordet.

## Stolperstein
| Stolperstein | Inschrift | Verlegeort              | Name, Leben |
| ------------ | --- | ----------------------- | --- |
|              | HIER WOHNTE RUTH HAMBURGER JG. 1906 UNFREIWILLIG VERZOGEN 1939 HAMBURG GEDEMÜTIGT / ENTRECHTET FLUCHT IN DEN TOD JULI 1942 | Steinförder Straße 37 · | Ruth Rosalie Hamburger, später verheiratete Weigert, wurde am 11. November 1906 in Görlitz geboren. Ihre Eltern waren der Industrielle und Fabrikbesitzer Ernst Hamburger und Clara Zipora, geborene Meyer. Sie hatte zwei Brüder, Fritz und Rudolph. Ihr Vater starb, als Ruth noch ein Kind war. Ihr älterer Bruder Fritz fiel bereits 1914, er war Kriegsfreiwilliger im Ersten Weltkrieg. Ruth wuchs mit dessen nur wenige Jahre jüngeren Tochter Eva auf, deren Mutter keine Jüdin war. Nach dem Ersten Weltkrieg heiratete ihre Mutter den Münchner Kunstmaler Paul Böhm. Zwar wurde diese Ehe bald wieder geschieden, doch Clara legte den Namen Böhm nicht ab. 1930 erwarb sie eine Villa in Fürstenberg und gestaltete sie zu einer Pension um, dem Haus in der Sonne. Bei ihr wohnten Ruth und Enkelin Eva. Pensionsgäste waren überwiegend Juden. Ruth Hamburger erlernte den Beruf der Säuglingsschwester und arbeitete bei einem Arzt in der Gemeinde. 1931 nahm sie ein drei Monate altes Pflegekind auf, welches von den Eltern verlassen worden war. Aufgrund der Nürnberger Gesetze musste sie das „arische“ Kind 1935 wieder abgeben, sie suchte aber selber die neuen Eltern für das geliebte Pflegekind „Ditha“ per Zeitungsannonce. Es meldete sich Erich Heinemann: „denn ich lege Wert darauf, einer ‚Beschlagnahme‘ des Kindes von anderer Seite zuvorzukommen.“ 1935 lebten nur noch drei jüdische Einwohner in Fürstenberg: die Musiklehrerin Toni Richter, Ruth Hamburger und ihre Mutter. Während der Reichspogromnacht 1938 wurden sämtliche Fenster der Pension zerstört, die Bewohnerinnen wurden bedroht. 1939 zog Ruth Hamburger mit ihrer Mutter nach Hamburg. Sie hofften dort auf einen größeren Schutz auf Grund der Anonymität der Großstadt. Seit 1933 lebte auch schon ihr Bruder Rudolph hier. Im Jahr 1940 war Ruth inzwischen verheiratet mit Ernst Weigert. Ihm gelang noch die rechtzeitige Ausreise nach Amerika. Am 6. Dezember 1941 stand Ruth Weigert das erste Mal auf einer Liste, sie hätte nach Riga deportiert werden sollen. Sie flüchtete mit ihrer Mutter in Richtung Schweiz, dort wurden sie aber gefasst und zurückgeschickt. Zumindest Ruth Hamburger befand sich dann im KZ Fuhlsbüttel. Einem am 11. Juli 1942 nach Auschwitz abgehenden Vernichtungstransport entzog sich Ruth Hamburger kurz zuvor durch Freitod. 1942 wurde die Versteigerung der letzten Habseligkeiten eingeleitet, im März 1943 fand die Auktion statt, Hamburg verdiente am Tod vom Ruth Hamburger 112 RM. Ihre Mutter wurde nach Auschwitz deportiert und ermordet. Ihr Bruder Rudolph und ihre Nichte Eva konnten die Shoah überleben. Eva wanderte in den 1950er Jahren nach Kanada aus und wurde eine verheiratete Foley. Das damalige Pflegekind war zum Zeitpunkt der Stolpersteinverlegung 81 Jahre alt und hieß nunmehr Ditha Drenckhan. Sie war eine pensionierte Lehrerin und nahm gemeinsam mit ihren Töchtern Rebecca und Ruth sowie dem Sohn Michael Dittmann an der Zeremonie in Fürstenberg teil. Sie berichtete, dass sie noch 1941 ihre inzwischen verheiratete Pflegemutter in Hamburg besucht habe. „Es muss eine Auseinandersetzung mit den Geschehnissen geben“, sagte Ditha Drenckhan in ihrer Rede während der Zeremonie. Sie rezitierte aus einem jüdischen Gedicht: „So lange wir leben, leben auch sie, denn sie sind ein Teil von uns, wenn wir uns an sie erinnern“. Ein zweiter Stolperstein für Ruth Hamburger wurde in Hamburg verlegt. Er liegt vor dem Haus Abendrothsweg 19 in Hoheluft-Ost. |